# Nevado Anallajsi
Nevado Anallajsi – stratowulkan w boliwijskich Andach.